# Psitteuteles
A Psitteuteles a madarak osztályának papagájalakúak (Psittaciformes) rendjébe és a szakállaspapagáj-félék (Psittaculidae) családjába, azon belül a lóriformák (Loriinae) alcsaládjába tartozó nem.

## Rendszertani felosztása
A nembe jelenleg egyetlen faj tartozik:
- Tarka lóri (Psitteuteles versicolor)

Egyes rendszerezők nem ismerik el külön nemnek, és az ide tartozó egyetlen fajt a Trichoglossus nembe sorolják.
Átsorolva a monotipikus Glossoptilus nembe - 1 faj
- Ibolyalóri (Glossoptilus goldiei), korábban Psitteuteles goldiei vagy Trichoglossus goldiei

Átsorolva a Saudareos nembe - 1 faj
- Íriszlóri (Saudareos iris), korábban Psitteuteles iris vagy Trichoglossus iris